# Albert Clouwet

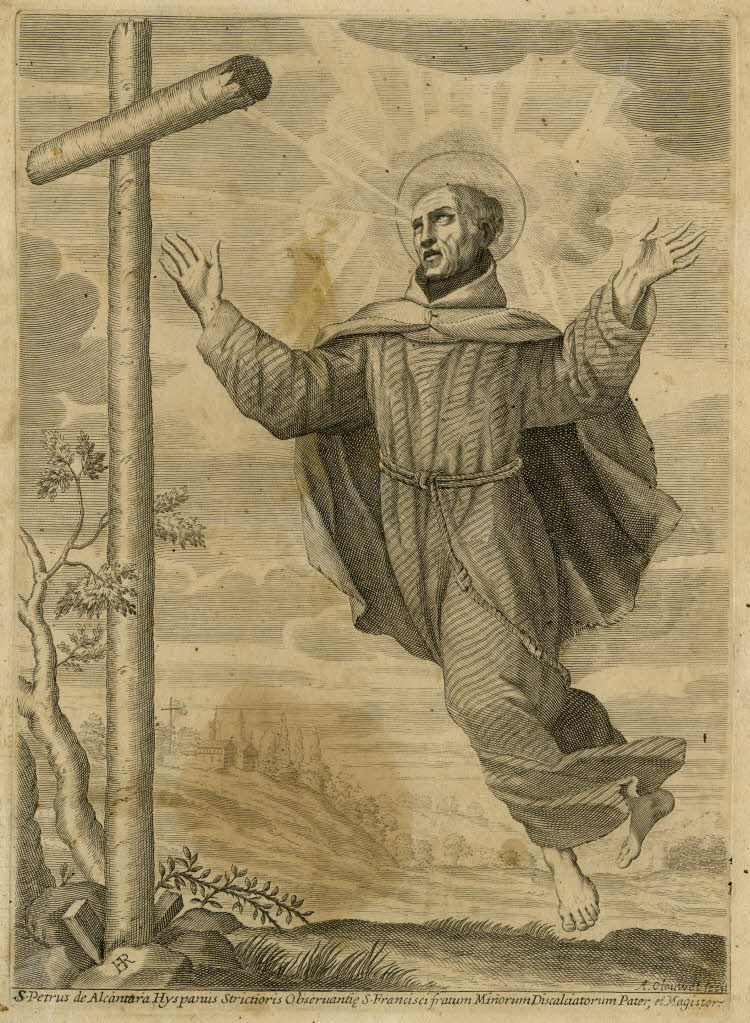
Pedro de Alcántara. Grabado de Albert Clouwet según Bartholomäus Reiter. Inscripción: «S. Petrus de Alcántara Hyspanuis Strictioris Observantiae S. Francisci fratum Minorum Discalciatorum Pater, et Magister». Londres. British Museum.

Albert o Albertus Clouwet, Clouet o Clouvet (Amberes, 1636-Nápoles-1679) fue un grabador a buril flamenco establecido en Italia.

## Biografía
Documentado en Roma desde 1663, año en que contrajo matrimonio en la Ciudad Eterna con la alemana Lucia Fosman, residió en ella hasta 1677 cuando se trasladó a Florencia para trabajar en la reproducción de las pinturas del Palazzo Pitti junto con Cornelis Bloemaert, en cuyo taller durante su estancia romana se había perfeccionado en la técnica de la talla dulce. En Roma se incorporó al grupo de los Bentvueghels con el sobrenombre de Zandzak.
De Clouwet se conocen alrededor de cincuenta grabados, principalmente retratos con destino a las colecciones de retratos de cardenales romanos, Effigies Cardinalium nunc viventium, publicada en Roma por Giovanni Giacomo de Rossi entre 1658 y 1677, y Effigies nomina et cognomina S.D.N. Alexandri Papae VII et RR.DD. SRE. Card., 1677-1679, para las que Clouwet proporcionó la mayor parte de las estampas, y los retratos de Nicolas Poussin y Anton van Dyck, a partir de sus autorretratos, para las Vite de' pittori, scultori e architecti moderni de Giovanni Pietro Bellori (1672). En cuanto al grabado de reproducción pueden mencionarse el Combate de la caballería según Jacques Courtois, el Borgoñón, estampa destacada por Edmund De Busscher por la excelente talla del buril, y El emperador Augusto y Cleopatra, copia del luneto de Pietro da Cortona en la Sala di Venere del Palazzo Pitti, grabado incorporado a la serie Heroicae virtutis imagines editada por Rossi en 1677.